# Соколаи, Шандор
Шандор Соколаи (венг. Szokolay Sándor, 30 марта 1931, Кунагота — 8 декабря 2013, Шопрон, Венгрия) — венгерский композитор, профессор Музыкальной академии Ференца Листа в Будапеште. Заслуженный артист Венгерской народной республики (1976), лауреат премии имени Эркеля (1960, 1965) премии имени Кошута (1966).

## Биография
Родился в лютеранской семье. Учился в Музыкальной академии Ференца Листа у Ференца Сабо и Ференца Фаркаша. С 1951 по 1957 год работал в музыкальной редакции Венгерского радио. С 1959 года преподавал в академии Ференца Листа. В 1994 вышел в отставку и переехал в Шопрон, где жил и работал до конца жизни.
Завоевал признание оперой «Кровавая свадьба» по трагедии Гарсиа Лорки, двумя большими ораториями («Огненный март» на стихи Эндре Ади и «Хождение Истара в ад» на стихи Шандора Вёреша). Соколаи — автор нескольких опер, балетов, ораторий, концертов, симфонических, хоровых, камерных и фортепианных произведений.
Писал музыку для кинофильмов («Альба Регия», 1961).